# Sinophorus nigridens
Sinophorus nigridens är en stekelart som beskrevs av Sanborne 1984. Sinophorus nigridens ingår i släktet Sinophorus och familjen brokparasitsteklar. Inga underarter finns listade i Catalogue of Life.